# Grimentz
Grimentz (toponimo francese; in tedesco Grimensi, desueto) è una frazione di 475 abitanti del comune svizzero di Anniviers, nel Canton Vallese (distretto di Sierre). Dal 2016 il borgo, grazie alla sua particolare bellezza architettonica, la sua storia e la posizione privilegiata in cui si trova è entrato a far parte dell'associazione "I borghi più belli della Svizzera".

## Geografia fisica

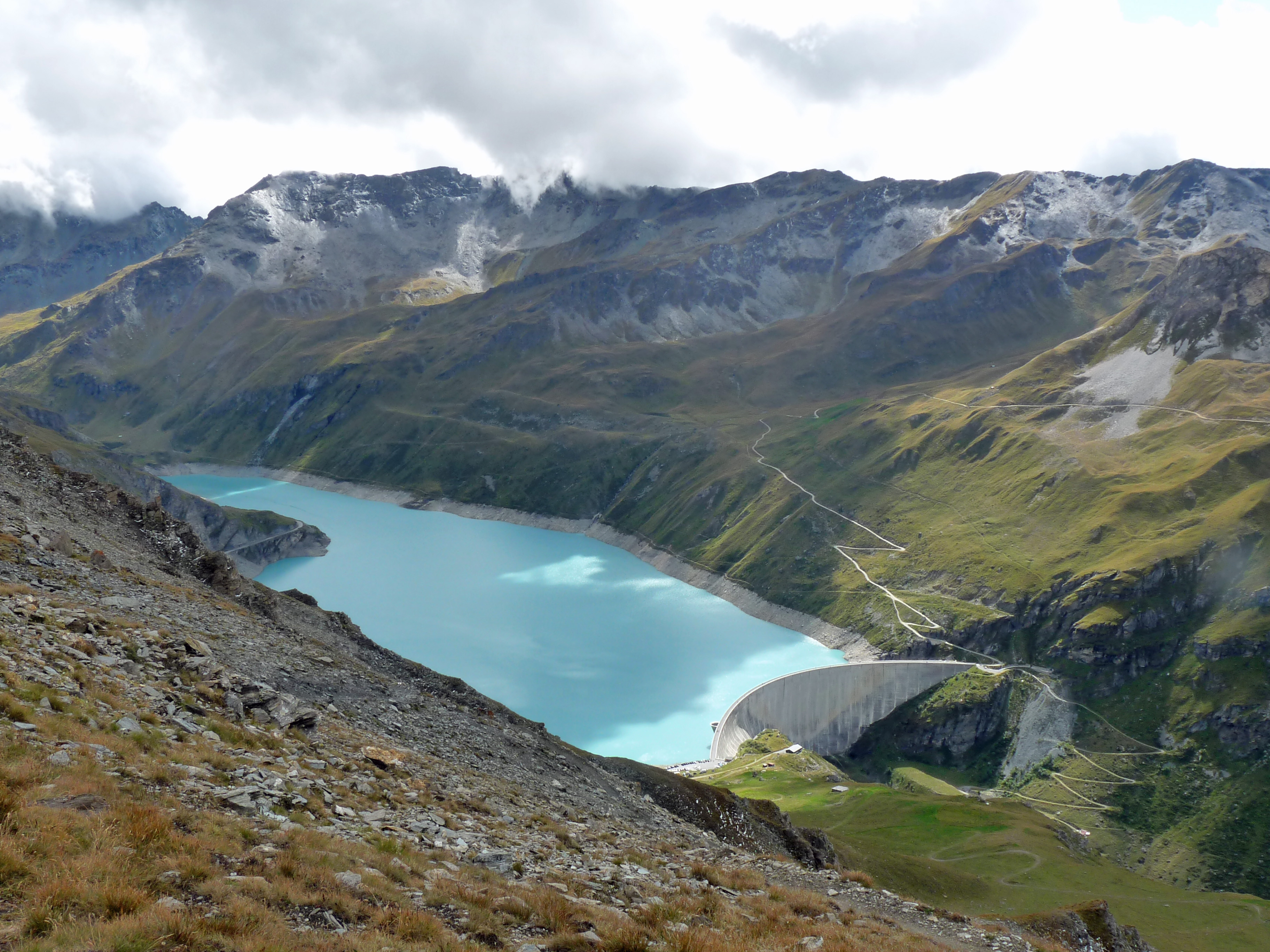
La diga e il lago di Moiry

Grimentz si trova nella Val d'Anniviers, all'imbocco della Valle di Moiry; presso il paese sorge la diga di Moiry, che forma l'omonimo lago.

## Storia

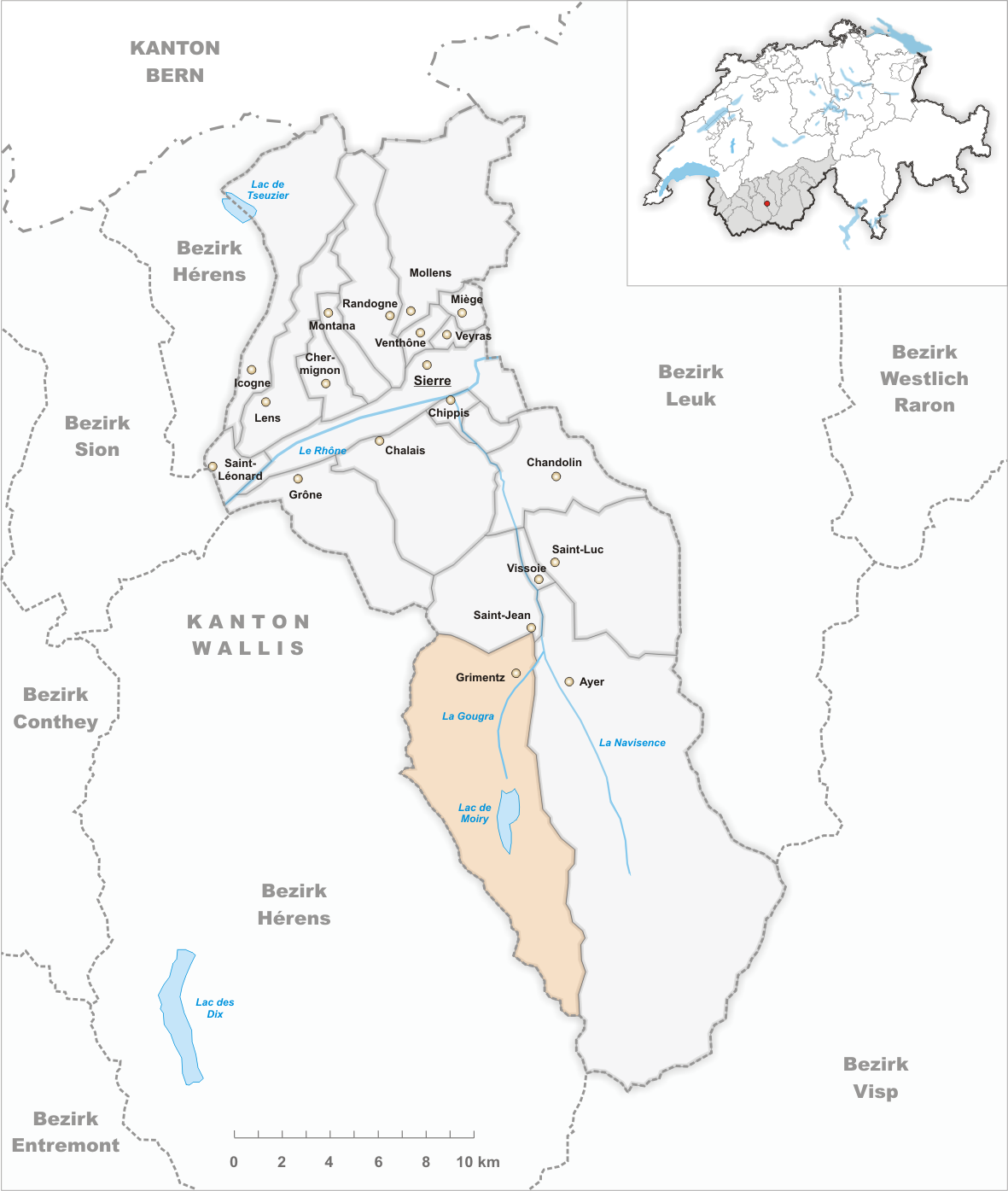
Il territorio del comune di Grimentz prima degli accorpamenti comunali del 2009

Già comune autonomo, nel 1811 aveva inglobato il comune soppresso di Ayer, che tornò a separarsi da Grimentz nel 1824; fino al 1904 Grimentz comprese parte della località di Vissoie, divenuta quell'anno comune autonomo. Si estendeva per 58,4 km²; nel 2009 è stato accorpato agli altri comuni soppressi di Ayer, Chandolin, Saint-Jean, Saint-Luc e Vissoie per formare il nuovo comune di Anniviers.

## Monumenti e luoghi d'interesse

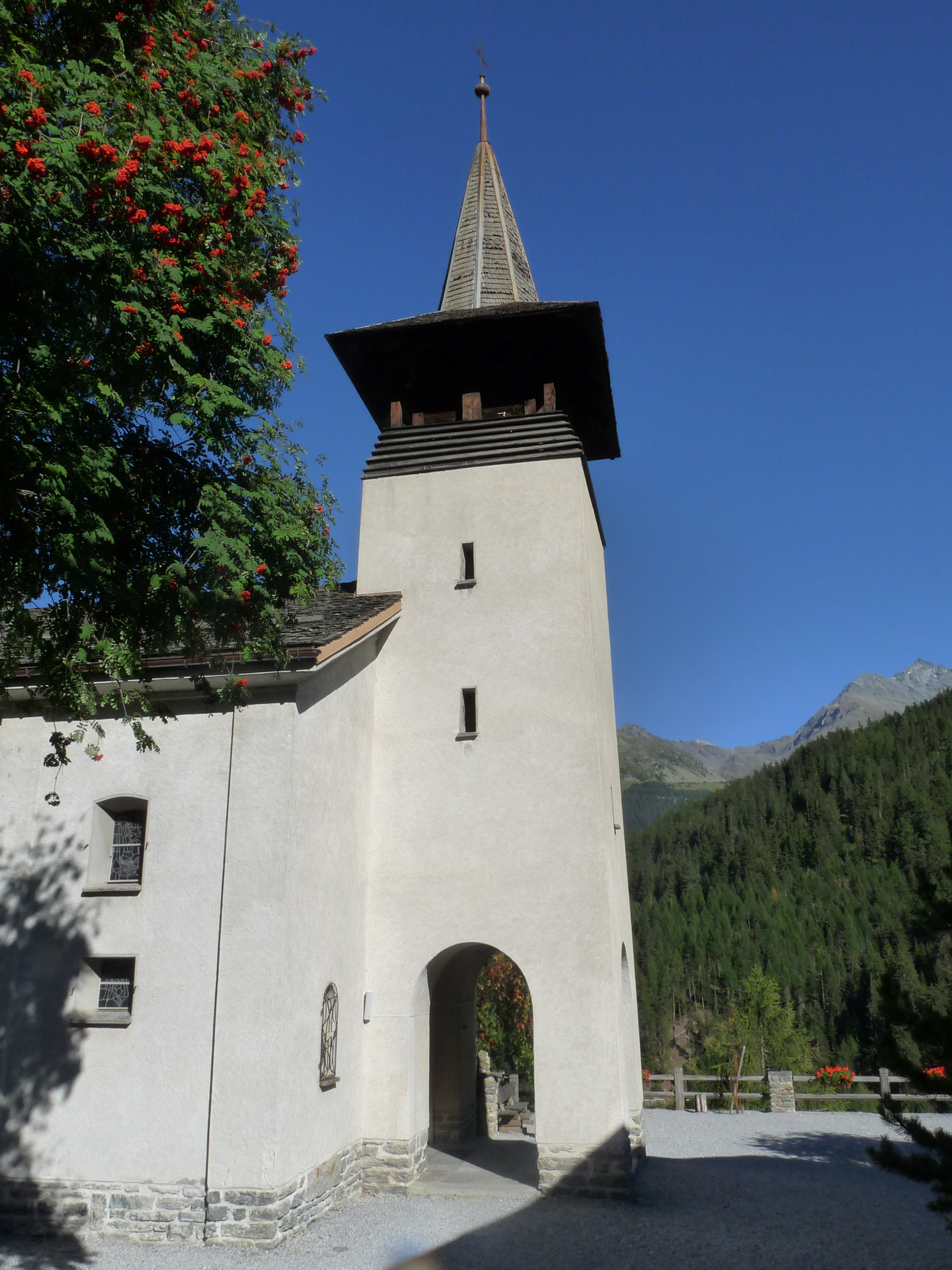
La cappella di San Teodulo

- Chiesa parrocchiale cattolica, eretta nel 1830 e ricostruita nel 1951[1];
- Cappella di San Teodulo, eretta nel XVII secolo[1].

## Società

### Evoluzione demografica
L'evoluzione demografica è riportata nella seguente tabella:
Abitanti censiti

## Economia
Grimentz è una stazione sciistica sviluppatasi a partire dagli anni 1960-1970.

## Amministrazione
Ogni famiglia originaria del luogo fa parte del cosiddetto comune patriziale e ha la responsabilità della manutenzione di ogni bene ricadente all'interno dei confini della frazione.